# Konivaptan
Konivaptan (YM 087, Vaprisol) je nepeptidni inhibitor antidiuretskog hormona (antagonist vazopresinskog receptora). On je odobren 2004 za hiponatremiju (niske nivoe krvnog natrijuma) uzrokovane sindromom neodgovarajućeg izlučivanja antidiuretskog hormona (SIADH), i postoji evidencija da je efektivan u lečenju zatajenja srca.
Konivaptan inhibira dva od tri podtipa vazopresinskog receptora ( i ).
FDA nije odobrila konivaptan za lečenje dekompenziranog kongestivnog zatajenja srca. U teoriji antagonisti vazopresinskog receptora bi trebalo da budu posebno korisni kod takvog oboljenja, i inicijalne studije ukazuju da je to moguća oblast primene.

## Spoljašnje veze
|  | Molimo Vas, obratite pažnju na važno upozorenje u vezi sa temama iz oblasti medicine (zdravlja). |